# Ливанцы в Уругвае

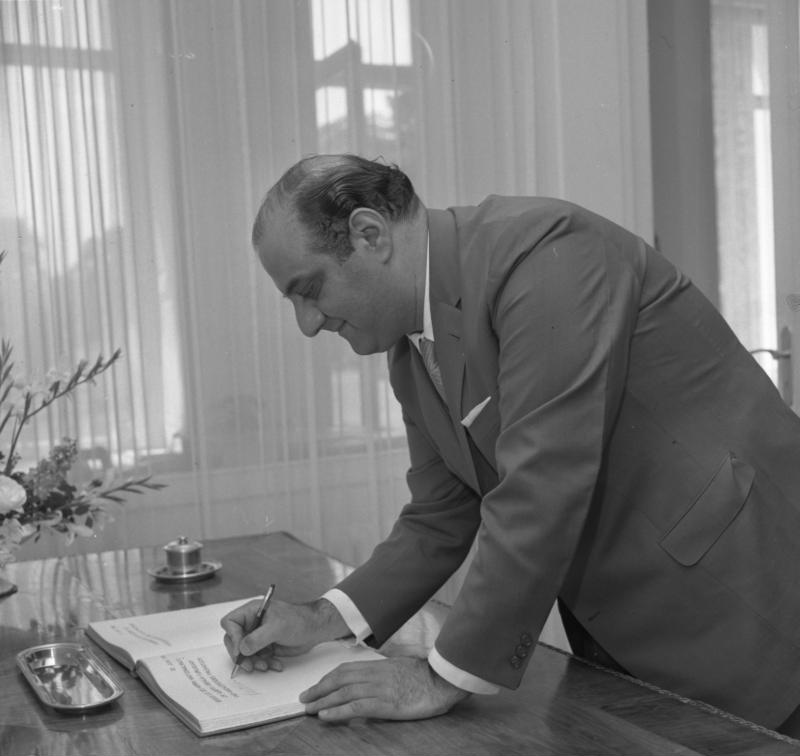
Альберто Абдал в 1966 году

Ливанцы в Уругвае — ливанцы, прибывшие в Уругвай, и их потомки, численностью от 53000 до 70000 человек. Ливанцы являются наиболее многочисленной общиной в Уругвае после испанцев и итальянцев. Отношения между Уругваем и Ливаном, всегда были хорошими.

## История
Первые ливанские иммигранты в Уругвае появились в 1860-е годы и поселились в Монтевидео. Эти иммигранты в основном были христиане Маронитской католической церкви и говорили только по-арабски. Последний большой приток ливанцев был в 1920-х годах наряду с другими этническими группами, с сирийцами и восточными европейцами. В 1908—1930 годах население Монтевидео возросло в два раза.
21 января 1924 года указом было учреждена Маронитская апостольская миссия в Уругвае.
Первые поселенцы столкнулись с дискриминацией их как «азиатов», несмотря на европеоидное происхождение, так что некоторые не смогли адаптироваться и вернулись домой. Однако, большинство укоренилось в малом бизнесе и успешно приспособилось к жизни в новой стране. Несмотря на сохранение некоторых культурных особенностей, в частности, ливанской кухни, большинство уругвайцев ливанского происхождения уже не говорят на арабском и полностью освоились в новой стране.
В 1997 году спикер палаты представителей Уругвая посетил Ливан и встретился с патриархом Сфейром. Он отметил, что в 99-местный уругвайский парламент входят два члена ливанского происхождения, включая его самого. В 1954 году население ливанцев в Уругвае составляло 15 тыс. человек. К 2009 году их число выросло до 53—70 тысяч. В июле 2009 года ливанское общество в Уругвае отмечало своё 75-летие.
Большинство ливанцев в Уругвае являются христианами, которые принадлежат Маронитской, римско-католической, православной и восточнокатолическим церквям.

## Известные уругвайцы ливанского происхождения
- Фелипе Сеаде — уругвайский художник и учитель ливанского происхождения[11].
- Альберто Абдала — уругвайский политик, художник и вице-президент с 1967 по 1972 год[12].
- Амир Хамед — уругвайский писатель и переводчик.
- Бруно Сфейр — известный художник[13].
- Хорхе Арамбуру — известный фотограф. С 1982 года работал в Организации Объединённых Наций[14].